# Coenzima F420
Il coenzima F420, o 8-idrossi-5-deazaflavina, è un coenzima coinvolto in reazioni di ossidoriduzione specialmente in organismi metanogeni. In particolare è presente in Actinobacteria e solo sporadicamente in altri linee batteriche. Questo coenzima deriva dalla famiglia delle flavine. I più noti enzimi che sfruttano tale cofattore sono il coenzima F420 idrogenasi, 5,10-metilenetetraidrometanopterina reduttasi e la metilenetetraidrometanopterina deidrogenasi.
Una fonte particolarmente ricca di F420 è il Mycobacterium smegmatis, dove numerosi enzimi sembra adoperino tale cofattore anziché il ben più noto FMN, sfruttato invece da enzimi omologhi in altre specie.